# Kisch (Stadt)
Kisch (persisch كيش) ist eine Stadt in der Provinz Hormozgan im Iran. Sie gehört zum Verwaltungsbezirk Bandar-Lengeh.

## Geografie
Der Stadtkern von Kisch befindet sich im Osten der gleichnamigen Insel Kisch im Persischen Golf.

## Wirtschaft
Die Stadt liegt auf der Insel Kisch, einer Sonderwirtschaftszone des Iran. Die Insel wird vom internationalen Flughafen Kish angeflogen und hat eine vom iranischen Festland getrennte Visapolitik, so dass ausländische Touristen bei der Ankunft ein Visum erhalten können. Die Stadt hat seit der Schaffung der Sonderwirtschaftszone eine rasantes Bevölkerungswachstum und eine rasche wirtschaftliche Entwicklung erlebt.

## Demografie
| Jahr | Einwohnerzahl |
| ---- | ------------- |
| 1996 | 8.047         |
| 2006 | 20.922        |
| 2011 | 24.819        |
| 2016 | 39.853        |

## Bilder

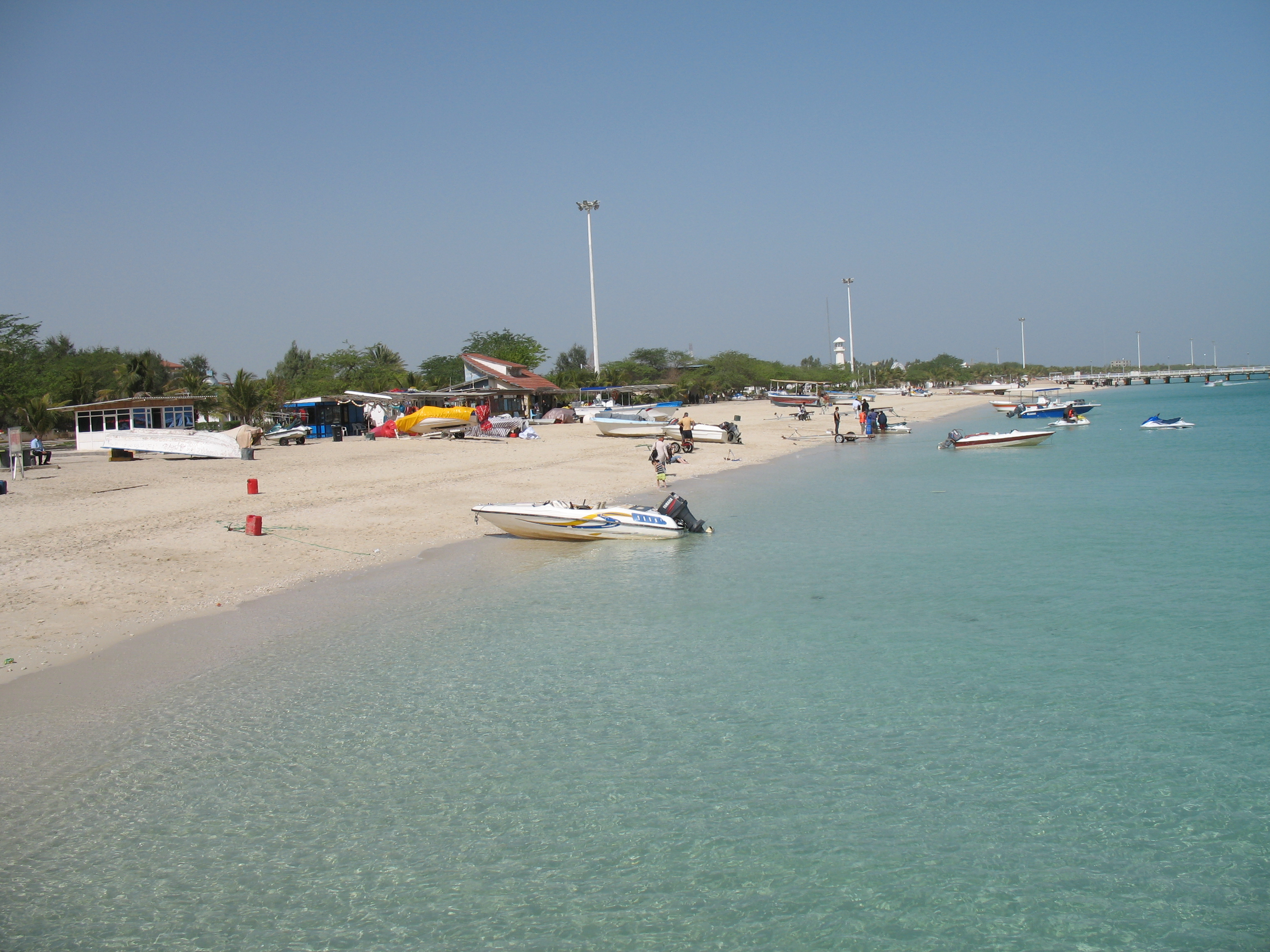
Strand
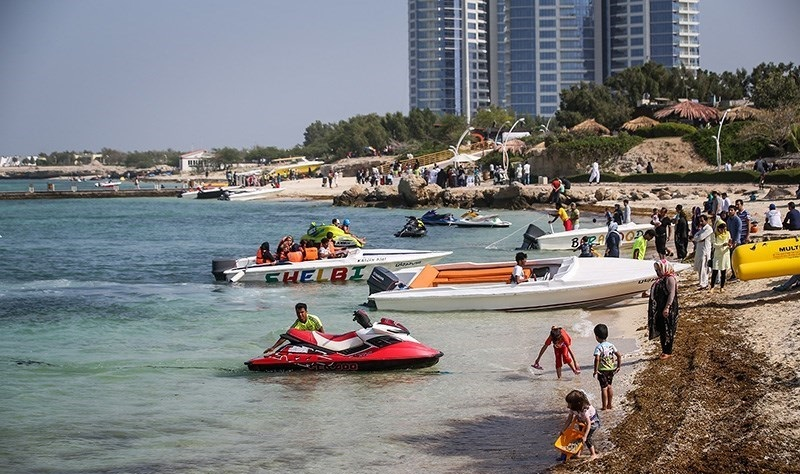
Strand
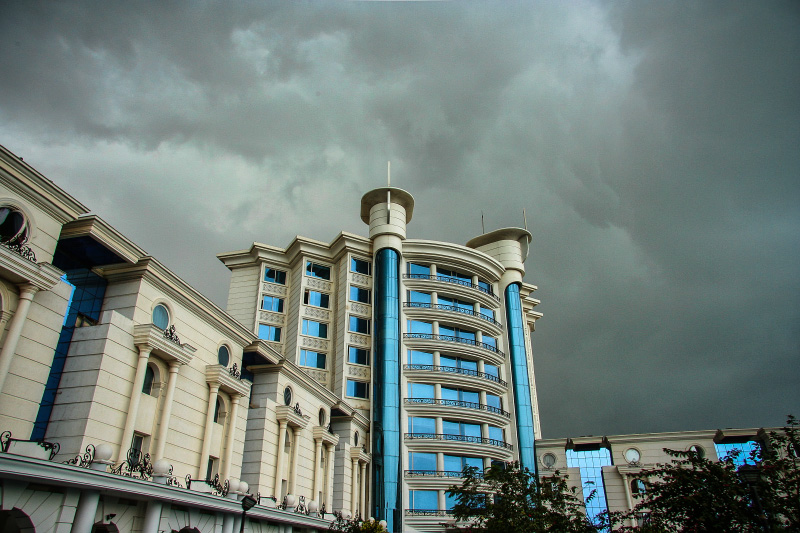
Hotel
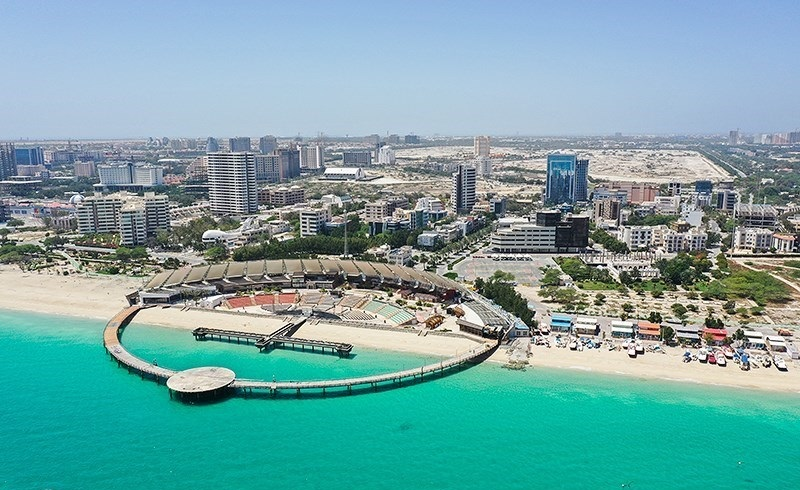
Küste